# 大杉守一
大杉 守一（おおすぎ もりかず、1892年〈明治25年〉3月11日 - 1948年〈昭和23年〉8月28日）は、日本の海軍軍人。最終階級は海軍中将。

## 経歴
1892年3月11日、静岡県で父・大杉喜三郎の子として生まれる。弟に吉岡忠一海軍中佐がいる。海軍兵学校41期、海軍大学校25期卒。同期には、兵学校で木村昌福、市丸利之助、大学校では柳本柳作、加来止男らがいる。大佐時代の1941年には、日本軍占領下で成立した中国親日政権「南京国民政府汪兆銘政権」に日本海軍顧問団首席指導官（中国威海衛海軍要港部）として派遣され、新中国海軍の整備育成（日華基本条約）に尽力し、日華防共作戦や日中戦争処理等に多大な成果を挙げた。1943年11月2日ブーゲンビル島沖海戦に第十戦隊司令官として参戦。同月11日のラバウル空襲において軽巡洋艦「阿賀野」座乗指揮中、敵機機銃掃射により重症を負う。1944年1月26日、第二十三特別根拠地隊司令官に任命され、インドネシアのマカッサルに着任。終戦後、蘭印マカッサル裁判（マニラ軍事裁判）で死刑判決。1948年8月28日公務死。これに先立つ同年3月、公職追放の仮指定を受けた。

## 年譜
- 大正2年（1913年）12月19日 - 海軍兵学校41期卒業
- 大正3年（1914年）12月1日 - 任海軍少尉、八雲乗組
- 大正5年（1916年）12月1日 - 任海軍中尉
- 大正8年（1919年）12月1日 - 任海軍大尉
- 大正12年（1923年）11月1日 - 海軍兵学校教官兼監事
- 大正15年（1926年）2月1日[4] - 海軍大学校甲種学生２５期入学
- 大正15年（1926年）12月1日 - 任海軍少佐
- 昭和2年（1927年）11月25日[5] - 海軍大学校甲種学生25期卒業
- 昭和3年（1928年）2月1日[6] - 「八雲」副砲長兼分隊長
- 昭和4年（1929年）2月1日[7][8] - 横須賀鎮守府附（海軍省派遣勤務員教育局勤務）
- 昭和6年（1931年）10月31日 - 第三戦隊参謀
  - 12月1日 - 任海軍中佐
- 昭和7年（1933年）2月1日[9] - 第一艦隊参謀兼連合艦隊参謀
- 昭和8年（1934年）2月1日[10] - 呉鎮守府参謀兼豊予要塞参謀下関要塞参謀由良要塞参謀
- 昭和10年（1935年）7月1日 - 上海海軍特別陸戦隊参謀兼第五艦隊司令部附
- 昭和11年（1936年）1月1日[11] - 上海海軍特別陸戦隊参謀兼第三艦隊司令部附
- 昭和11年（1936年）12月1日[12] - 任海軍大佐
- 昭和12年（1937年）1月1日[13] - 横須賀鎮守府附
- 昭和12年（1937年）4月1日 - 「隠戸」特務艦長[14][15][* 1]
- 昭和13年（1938年）10月22日 - 舞鶴要港部参謀長
- 昭和14年（1939年）11月15日[16][17][* 2] - 重巡洋艦「摩耶」艦長
- 昭和16年（1941年）4月15日 - 戦艦「金剛」艦長
  - 8月20日 - 青島特別根拠地隊司令官[18]兼第三遣支艦隊参謀長[19][14][* 3]
- 昭和17年（1942年）2月3日[20] - 青島警備隊司令官（旧名称：青島方面特別根拠地隊）[21]
- 昭和17年（1942年）4月10日 - 海軍兵学校教頭兼監事長
  - 5月1日[22] - 任海軍少将
- 昭和17年（1942年）6月21日[23] - 第十戦隊司令官
- 昭和19年（1944年）1月26日 - 第二十三特別根拠地隊司令官
- 昭和20年（1945年）5月1日[24] - 任海軍中将
- 昭和21年（1946年）12月10日 - 予備役編入
- 昭和23年（1948年）8月28日 - 56歳にて公務死。（マニラ軍事裁判）